# Business continuity management
Business continuity management (BCM) (bedrijfscontinuïteitsbeheer) is het proces dat potentiële bedreigingen voor een organisatie identificeert en bepaalt wat de uitwerking op de operatie van de organisatie is als deze bedreigingen daadwerkelijk manifest worden. BCM biedt een kader om tegen deze bedreigingen weerstand te bieden onder andere door in staat te zijn effectief te kunnen reageren. Met als doel om bescherming te bieden voor:
- de belangrijkste belanghebbende van de organisatie;
- de reputatie van de organisatie;
- de waarde-creërende activiteiten van de organisatie.[1]

## Samenhang tussen maatregelen
Het product van Business continuity management bestaat uit een samenhangend stelsel van maatregelen, die zowel preventief, detectief, repressief als correctief werkzaam zijn. In preventieve zin hebben maatregelen tot doel te voorkómen dat zich situaties voordoen die de continuïteit van de organisatie kunnen aantasten. En indien een risico manifest is geworden, zorgen detectieve maatregelen ervoor dat zo spoedig mogelijk bekend wordt dát een bedreiging zich voordoet. Om de bedreiging zo snel mogelijk te stoppen en de gevolgschade zo veel mogelijk te beperken treden repressieve maatregelen in werking. Correctieve maatregelen zorgen er vervolgens voor dat de bedrijfsprocessen weer binnen acceptabele periode hersteld kunnen worden.

## Organisatiebrede aanpak
BCM gaat de gehele organisatie aan. De prestatie van een organisatie wordt gevormd door de som van alle bedrijfsprocessen. Het geheel aan activiteiten van het BCM proces gaat dan ook over alle bedrijfsprocessen heen en de activiteiten die op het garanderen van continuïteit zijn gericht, vinden organisatiebreed plaats. Als er binnen de organisatie al versnipperd een groot aantal activiteiten op het gebied van BCM aanwezig zijn, kan de waarde hiervan relatief zijn. Zolang activiteiten gefragmenteerd plaatsvinden en niet zijn geïntegreerd, door gebrek aan management en afstemming, wordt er aan het belangrijkste doel van die activiteiten voorbijgegaan en gaat het beoogde effect daarvan volledig teniet.

## Standaard BS 25999
Voor Business continuity management is sinds eind 2006 een standaard vastgesteld. De British Standard 25999. Deze standaard is de opvolger van de Pas56.